# Cataulacus flagitiosus
Cataulacus flagitiosus é uma espécie de formiga do gênero Cataulacus, pertencente à subfamília Myrmicinae.